# DB řada V 200
Lokomotivy řady V 200.0 (od roku 1968 220) DB byly jedněmi z prvních traťových motorových lokomotiv Německých spolkových drah. Jejich typický, výrazný vzhled odpovídal průmyslovému designu 50. let.

## Vznik a vývoj

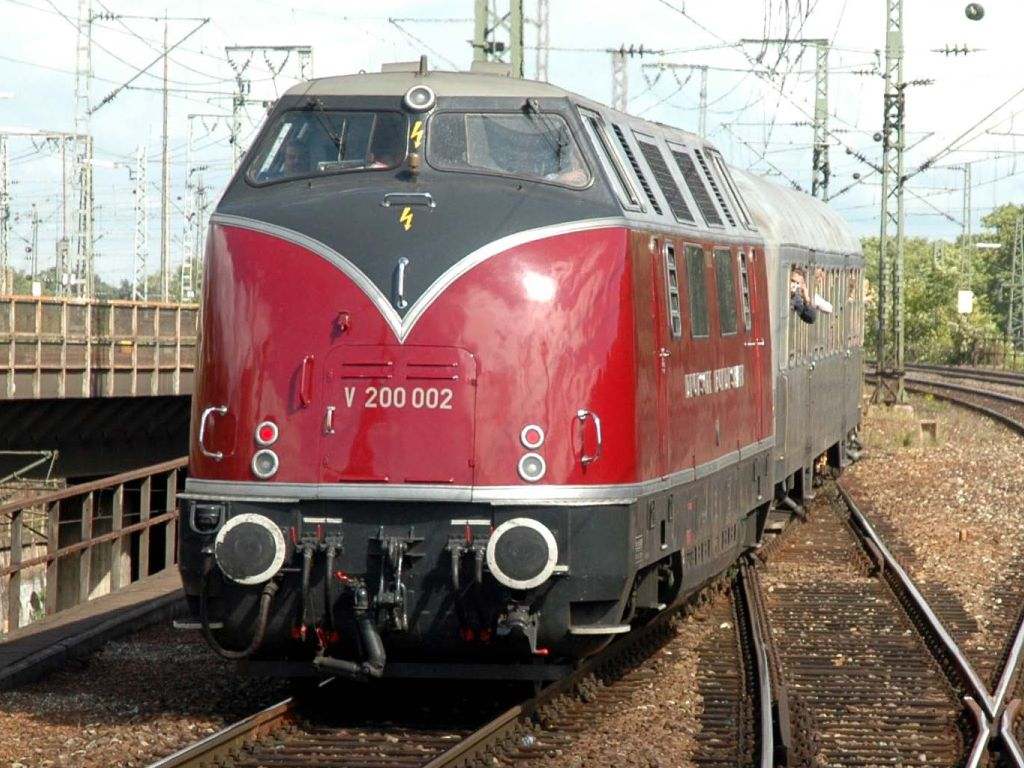
Předsériová lokomotiva V 200 002, která padla za oběť zničujícímu požáru muzejního depa v Norimberku

Německé dráhy měly již z doby před druhou světovou válkou zkušenosti s motorovou trakcí, a to zejména s motorovými vozy a jednotkami. Lokomotiva V 140.001 s hydrodynamickým přenosem výkonu stála na počátku využití tohoto přenosu u lokomotiv pro Wehrmacht. Další vývoj této techniky přerušila válka.
V roce 1949 vznikla u DB koncepce využití dieselové trakce u hnacích vozidel. Počítalo se se třemi typy vozidel – motorové vozy, nákladní motorový vůz a lehká lokomotiva pro vedlejší tratě. Motorové vozy byly postaveny jako řady VT 08 a VT 12, motorová lokomotiva dostala označení V 80. Jednalo se o jednomotorovou čtyřnápravovou lokomotivu s výkonem 800 HP a s hydrodynamickým přenosem výkonu – první podvozkovou motorovou lokomotivu s pohonem všech čtyř náprav na světě. Lokomotiva s pohonem kardanovými hřídeli představovala senzaci. Krátce po jejím uvedení do provozu bylo rozhodnuto namísto nákladního motorového vozu postavit na zkoušku lokomotivu o výkonu 2× 800 HP.
Mezitím vzrostl výkon dostupného motoru na 1000 HP. DB chtěly objednat tyto dvouagregátové lokomotivy pouze v množství několika kusů za účelem zkoušek. Bylo to z důvodu relativně vysokých cen nafty – u posunu a motorových vozů nehrála cena nafty v ekonomice provozu tak výraznou roli, avšak u těžších výkonů byla přece jen parní trakce levnější. Kromě toho DB počítaly s elektrifikací. Aby se proto alespoň snížily náklady na vývoj, bylo rozhodnuto převzít maximální množství dílů z řady V 80. Tím dostala V 200 charakter přechodného řešení.
Lokomotiva V 200.001 byla poprvé veřejnosti představena 20. června 1954 na veletrhu v Mnichově. Pouhý měsíc před touto událostí absolvovala nová lokomotiva první jízdní zkoušky. Na výstavě byla lokomotiva k vidění až do 11. října téhož roku. Mezitím běžela výroba dalších čtyř kusů, poslední z nich dodala firma Krauss-Maffei až v roce 1954. Lokomotivy byly umístěny v depu Frankfurt-Griesheim a nasazeny převážně v osobní, ale i v nákladní dopravě. Jejich denní běh dosahoval až 620 km.
Lokomotiva byla pozoruhodná svoji nízkou hmotností ve vztahu k výkonu – lokomotivy srovnatelné s elektrickým přenosem vážily tehdy kolem 120 t a musely být provedeny jako šestinápravové. Pro veřejnost se stala symbolem německého hospodářského zázraku a pozoruhodným výkonem německého průmyslu pouhých 8 let po válce.
Brzy se ukázalo, že některé naděje vkládané do nové lokomotivy se ukázaly jako přehnané. Zejména pokud by mělo dojít k náhradě řady 01, musel by být výkon motorů podstatně zvýšen. I přes tyto zkušenosti se DB rozhodly objednat sérii těchto lokomotiv – v roce 1955 50 kusů a v roce 1957 dalších 30. Výkon motorů byl u sériových strojů zvýšen na 1100 HP.
Lokomotivy čísel 006 – 025 dodala firma MaK, zbylé stroje Krauss-Maffei z Mnichova. První z nich byla dodána dne 10. září 1956 V 200.026, V 200.006 následovala o týden později. Nová řada se brzy stala hvězdou DB. Lokomotivy byly nasazovány na prestižní výkony, proti parní trakci vynikaly rychlými rozjezdy, čistotou a lepšími pracovními podmínkami obsluhy. Průměrný denní běh dosahoval v roce 1957 708 km a proběh mezi dvěma pravidelnými opravami 225 000 km. Těchto výkonů si všimli také odborníci v zahraničí. Ve Velké Británii byly ve Swindonu vyráběny licenční stroje řad 42 a 43. a ve Španělsku řada 340 Jugoslávské železnice objednaly tři lokomotivy v šestinápravovém provedení kvůli dosažení nápravového tlaku 16,5 t. Krauss-Maffei vyrobila spolu s nimi čtvrtou lokomotivu označenou V 300.001, později 230 001, která obdržela motory s výkonem 1500 HP. DB tento stroj provozovaly v letech 1963 – 1975, avšak o další již neměly zájem.
U více lokomotiv z dodávek z roku 1958 byl výkon motorů nastaven na 1200 HP, aby byly schopny nahradit řadu 01. Mezitím ovšem stoupla průměrná hmotnost vlaků ze 300 na 415 t a od letní změny GVD v roce 1960 byla zavedena rychlost 140 km/h. Následky trvalého přetížení nových lokomotiv byly rozsáhlé – v létě 1961 se jejich oběhy zcela zhroutily – z 86 strojů jich bylo provozuschopných pouze 44. Přestože byly lokomotivy poměrně brzy opraveny, DB si je již nedovolila takto přetěžovat, navíc s postupující elektrifikací mnohé prestižní výkony převzala elektrická trakce.
Na základě zkušeností s řadou V 200 objednaly DB u firmy Krauss-Maffei a BZA Mnichov další vývoj řady V 200 za účelem zvýšení výkonu na 270 HP, aby konečně mohlo dojít k náhradě řad 01 a 01.10. Tak vznikla padesátikusová série řady V 200.1. kterou skončila výroba dvouagregátových lokomotiv pro DB.

## Provoz
Řada V 200 byla zpočátku nasazována na důležité rychlíky na hlavních tratích. S postupující elektrifikací začaly být tyto lokomotivy postupně vytlačovány do regionální a nákladní dopravy.
Od roku 1977 začaly být tyto lokomotivy postupně stahovány do lokomotivních dep na severu Německa. Postupně se stávala zjevnější jejich vyšší údržbová náročnost ve srovnání s jednomotorovými stroji řad 216 a 218. Další překážkou jejich nasazování v osobní dopravě se v pozdějších letech stala skutečnost, že pro vytápění vozů byly vybaveny pouze parním generátorem. Lokomotivy proto začaly být postupně vyřazovány, poslední z nich dosloužila V 200 013 v roce 1984. Pouze tři z nich byly opatřeny nátěrem v kombinaci oceánská modř – béžová.

### Prodeje do zahraničí

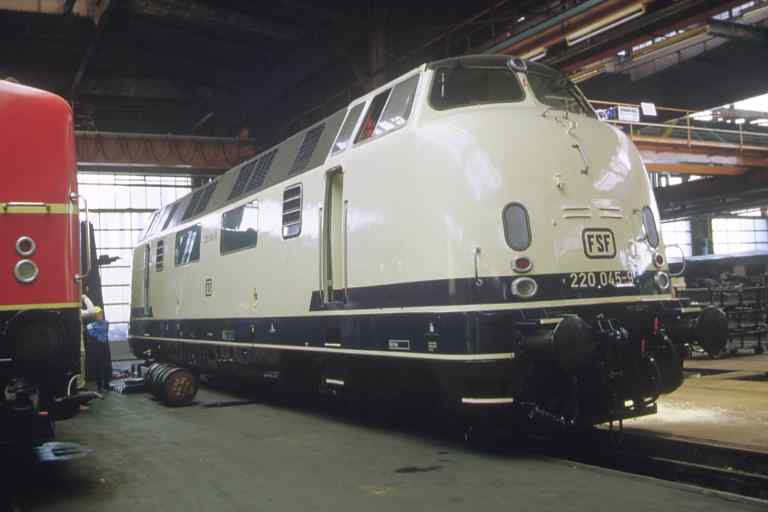
FSF 220 045-9 prodaná a přelakovaná v roce 1984 v dílnách v Norimberku

V 80. letech bylo 7 lokomotiv této řady prodáno Schweizerische Bundesbahnen (SBB). Zde byly označeny řadou Am 4/4 s čísly 18461-18467. Byly umístěny v několika depech a použity pro dopravu stavebních a nákladních vlaků. Byly více v opravě, než v provozu a na konci roku 1997 byly vyřazeny a prodány privátním dopravcům do Německa.
Další lokomotivy byly prodány do Albánie. Zde byly umístěny ve stanici Pogradec a v roce 1999 při nepokojích zničeny povstalci. Další lokomotivy byly prodány řeckým železnicím – OSE a do Itálie k "Ferrovia Suzzara Ferrara" (FSF). Lokomotivy FSF prošly před několika lety generální opravou s dosazením moderních motorů a měničů. Pro bývalé FSF, nyní přejmenované na FER – "Ferrovie Emilia Romagna" vozí nákladní vlaky, a to i ve dvojité trakci.

### Zachované stroje
Dodnes se zachovalo několik strojů řady V 200. Dopravní muzeum v Norimberku uchovává V 200 007, kterou udržuje sdružení BSW Lübeck. V Německém technickém muzeu v Berlíně se nachází V 200 018. Původně taktéž zachovaný stroj V 200 002 sdružení BSW Nürnberg padl za oběť velkému požáru remízy Dopravního muzea v Norimberku, který vypukl 17. října 2005 a který zničil nebo nenávratně poškodil vzácné exponáty. Fränkische Museumseisenbahn (Francká muzejní železnice) má ve svém stavu vozidel stroj V 200 001, ale tato lokomotiva je deponována v remíze norimberského železničního muzea a je toho času nepřístupná veřejnosti. V Technickém muzeu Speyer se nalézá 220 058-2 a v Železničním a technickém muzeu na Rujáně V 200 009.
K provozuschopným lokomotivám v Německu patří toho času V 200 017 z Westfälische Lokomotiv-Fabrik Hattingen Karl Reuschling (WLH) nasazovaná společností Internationale Gesellschaft für Eisenbahnverkehr vybavená novými motory a elektrickým topením, V 200 033 muzejní železnice v Hammu a V 200 053 Brohltalbahn. Jako raritu lze uvést kabinu V 200 027, která slouží modelářskému klubu Modelleisenbahnclub 01 - Münchberger Eisenbahnfreunde e.V. jako řídící jednotka pro klubové kolejiště.

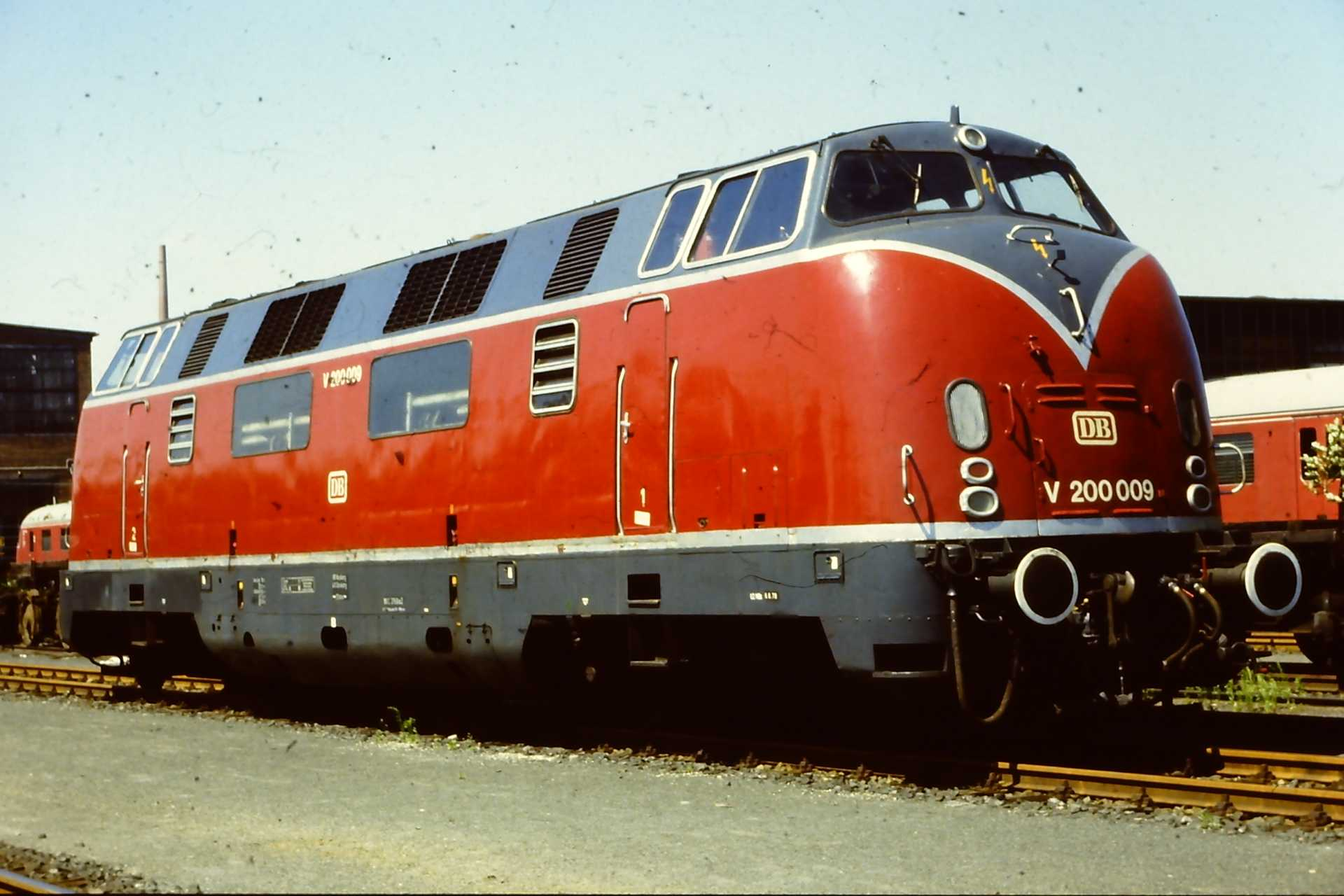
Muzejní V200 009 v dílnách v Norimberku
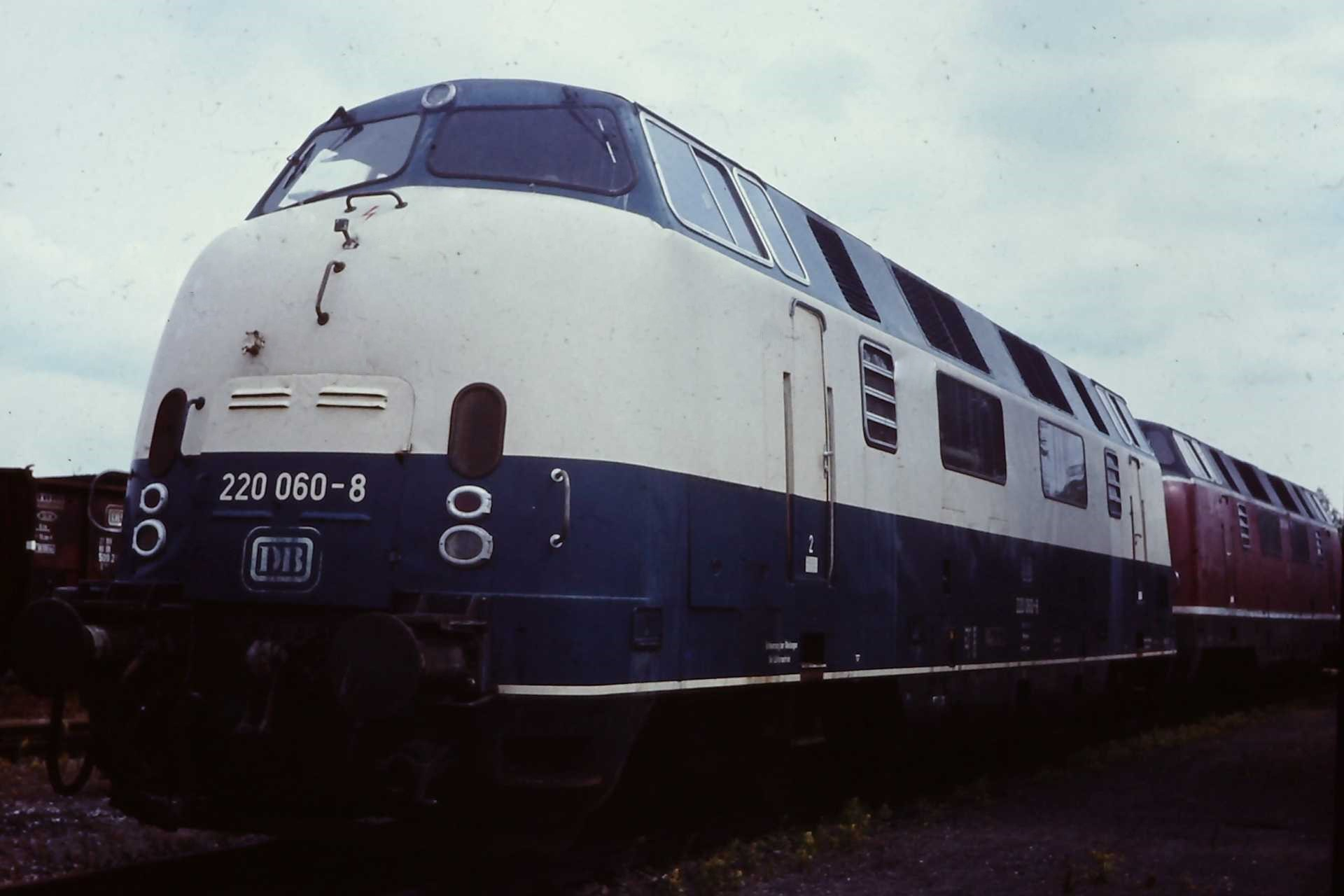
DB 220 060 v kombinaci oceánská modř – béžová v roce 1984 v Brémách
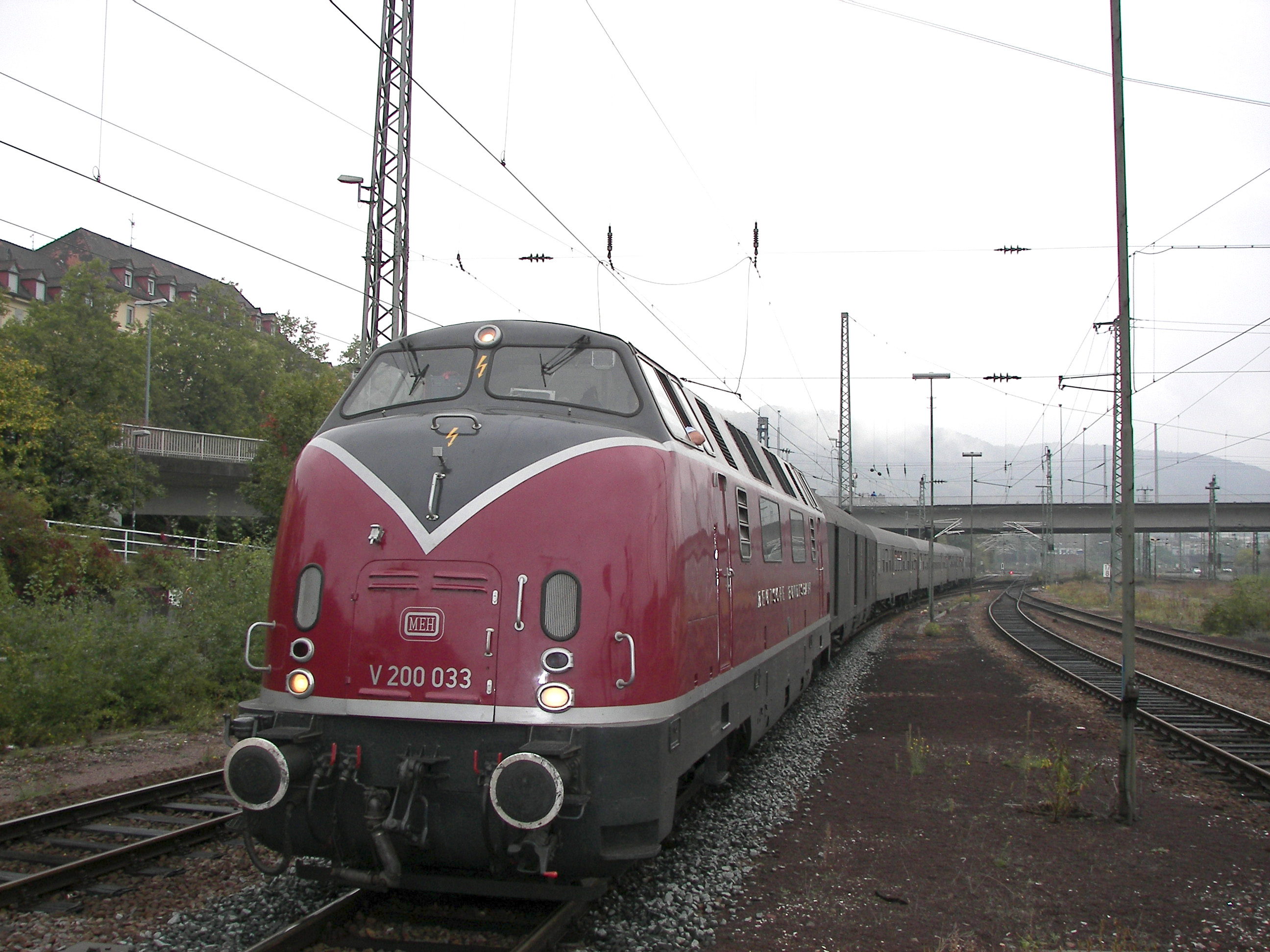
V 200 033 vjíždí do Heidelbergu
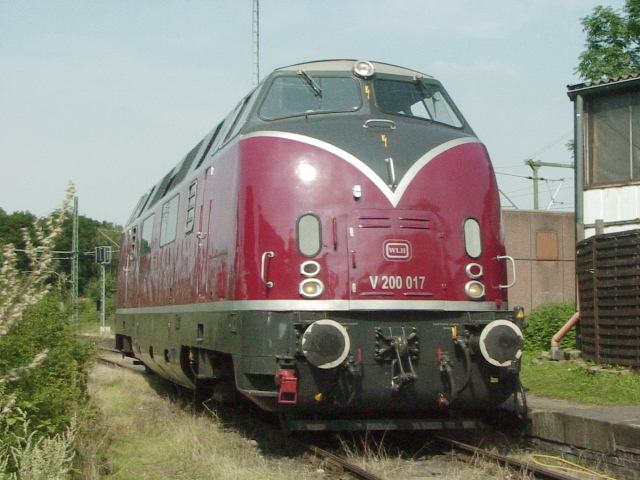
V 200 017 WLH na starém nádraží Essen-Kupferdreh

Deset italských V 200 nasazených u FER sloužilo v nákladní dopravě, většinou byly převedeny do Chorvatska.

## Popis
Lokomotiva je skříňové konstrukce se dvěma stanovišti strojvedoucího. Skříň spočívá na dvou dvounápravových podvozcích s vnitřním rámem. Dva motory se nacházejí hned za stanovišti strojvedoucího, zatímco hydrodynamické převodovky pod podlahami stanovišť. Toto rozmístění způsobovalo značnou hlukovou zátěž obsluhy a proto byly v rámci dílenských oprav vylepšovány hlukové isolace. Mezi oběma stanovišti se nacházela strojovna s uličkou po jedné straně. U druhé bočnice byly umístěny pomocné agregáty, naftový parní kotel pro vytápění vlaku se nacházel uprostřed strojovny. Mezi motory a kotlem byly umístěny chladiče. Váha lokomotivy v důsledku použití různých pohonných jednotek kolísala mezi 76 a 82 t.
Lokomotivy byly vybaveny rychloběžnými dvanáctiválcovými naftovými motory o výkonu 2× 1000 HP při 1500 ot/min s hydraulickým přenosem výkonu. Obě pohonné jednotky byly vzájemně nezávislé – každý motor poháněl jeden podvozek. Lokomotivy dosahovaly maximální rychlosti 140 km/h. V lokomotivách byly použity dva typy motorů – Maybach a Mercedes-Benz – a stejně tak dva typy hydraulických převodovek – Maybach a Voith. Motory a převodovky byly konstruované tak, že byly vzájemně zaměnitelné, a to nejen v rámci této řady, ale i s lokomotivami řad V 100.10 a V 80 a motorovými jednotkami VT 08, VT 11.5 a VT 12.5 DB.
Poté, co firmu Maybach zakoupil Daimler-Benz a přejmenoval na Motoren- und Turbinen Union Friedrichshafen (MTU), dostaly motory Maybach MD 650 nové označení MTU 12 V 538 TA 10 a motory Mercedes-Benz MB 820 Bb označení MTU 12 V 493 TZ 10. Pět lokomotiv dostalo v roce 1959 zkušebně motory MAN typu L 12 V 18/21, které však byly později nahrazeny původními motory.
Některé z lokomotiv používaných u dalších dopravců, zvláště FER, byly vybaveny elektronicky řízenými 8válcovými motory Caterpillar D3508 o výkonu 810 kW.
Převodovky obou výrobců se lišily zásadně. Zatímco v případě převodovky Maybach Mekydro K104 (název vznikl uměle ze slov "mechanisch-hydraulisch") šlo o jednoměničovou převodovku se čtyřmi mechanicky řazenými převodovými stupni, v případě převodovky Voith LT306r se jednalo o klasickou tříměničovou převodovku s postupným plněním a vyprazdňováním jednotlivých měničů. Řadící body obou převodovek byly vzájemně mírně posunuty, aby se při změně převodu zamezilo rázům v soupravě.
Výkon lokomotiv u pěti prototypů dosahoval 1.471 kW (2.000 HP), u sériových lokomotiv 1.618 kW (2.200 HP)

## Nové obsazení řady 220
Po německém sjednocení, kdy již všechny lokomotivy DB řady 220 byly vyřazeny, přeznačily DR v roce 1992 svoje lokomotivy bývalé řady V 200, nyní 120 (odpovídající T 679.1 ČSD) na řadu 220. Jednalo se o více než 200 lokomotiv této řady, poslední z nich dojezdily již pod DB AG v roce 1995.